# Cliquenanalyse
Die Cliquenanalyse ist eine Methode der Sozialen Netzwerkanalyse zur Untersuchung eng vernetzter Untermengen in sozialen Netzwerken. Dabei werden mit Hilfe von Computerprogrammen Datensätze von Netzwerken ausgewertet, um Teile des Netzwerks zu identifizieren, die eine höhere Verbindungsdichte als der Rest des Netzwerks aufweisen. Diesen Cliquen werden bestimmte Eigenschaften zugeschrieben, beispielsweise die, dass die Akteure in den Cliquen in besonders regem Austausch stehen. Typische Fragestellungen beziehen sich auf das soziale Umfeld, zum Beispiel Sozialisation sowie Gruppenbildungsprozesse bei Jugendlichen.

Vier sich überlappende 2-Cliquen

Die Cliquenanalyse ermöglicht es, die Beziehung zwischen Akteuren zu untersuchen. Sie findet vor allem in der Soziologie Anwendung. Das enge Konzept der Clique wird dafür kritisiert, dass bereits eine fehlende Verbindung große Teile des Netzwerks aus der Clique ausschließen kann, weshalb inzwischen erweiterte Definitionen von Clique und weitere Untergruppendefinitionen in der Netzwerkanalyse eingesetzt werden.

## Gegenstand
Das Ziel einer Cliquenanalyse ist es, kohäsive Subgruppen innerhalb eines Netzwerks zu identifizieren. Neben der Clique gibt es auch zahlreiche erweiterte Konzepte für Teilmengen oder Teilgruppen sozialer Netzwerke, die bei der Methode der Cliquenanalyse zur Anwendung kommen. Diese haben gemeinsam, dass sie eine größere Kohäsion und Dichte als ihre Umgebung im Netzwerk haben. Ein zweites Kriterium für Teilgruppen ist, dass ihre Mitglieder eine geringe Distanz zueinander aufweisen.

## Konzepte von Teilgruppen in sozialen Netzwerken
Soziale Netzwerke werden häufig als Soziogramm in der Struktur eines Graphen dargestellt. Die Knoten des Graphen stehen dabei für Personen oder Gruppen im sozialen Netzwerk. Die Verbindungen zwischen den Knoten heißen Kanten und symbolisieren die sozialen Beziehungen zwischen den Knoten im Netzwerk.

### Clique
Im Sinne der Netzwerkanalyse ist Clique die maximale Teilmenge von wenigstens 3 Knoten eines ungerichteten Graphen, für die gilt, dass jeder Knoten durch eine Kante mit jedem anderen Knoten der Clique verbunden ist. In einem Sozialen Netzwerk sind das Akteure, die alle miteinander verbunden sind.

Ein Graph mit 6 Knoten und einer 1-Clique der Größe 3 und einer 2-Clique der Größe 5.

### n-Clique
Eine {\displaystyle n}-Clique ist eine Clique, bei der der maximale Abstand zwischen den Teilen der Clique {\displaystyle n} Kanten beträgt. Die zuvor beschriebene strikte Clique ist also eine 1-Clique. Einer 2-Clique werden alle Knoten zugerechnet, die über maximal 2 Kanten miteinander verbunden sind, bei einer 3-Clique alle, die über 3 Kanten miteinander verbunden sind, und so weiter. Die Wahl einer solchen modifizierten Cliquendefinition hat den Vorteil, dass 2-Cliquen robuster gegen vereinzelte fehlende Verbindungen sind als 1-Cliquen. Meistens werden allerdings 2-Cliquen und keine Cliquen höheren Grades verwendet, da bei höheren Graden die tatsächliche Nähe der Akteure in einer Clique untereinander stark abnimmt. (Siehe dazu Abschnitt Kritik)

### k-Plex

Ein Netzwerkgraph. Umrahmt links alle Knoten, die zum 2-Clan des Graphen gehören. In gestrichelter Linie ist rechts die 2-Clique des Graphen markiert

Der Begriff des {\displaystyle k}-Plexes wurde von Seidman und Foster 1978 eingeführt. Ein Vorteil von {\displaystyle k}-Plexen gegenüber soziometrischen {\displaystyle n}-Cliquen ist, dass {\displaystyle k}-Plexe wesentlich robuster sind bezüglich fehlender Verbindungen. Für einen {\displaystyle k}-Plex der Größe {\displaystyle m} gilt, dass jeder Knoten mit wenigstens {\displaystyle m-k} Knoten direkt verbunden ist. Damit ist jede 1-Clique auch ein 1-Plex. Das gilt aber nicht für {\displaystyle n}-Cliquen höheren Grades. Bei einem 3-Plex mit 10 Knoten ist jeder der 10 Knoten mit 7 anderen Knoten verbunden, ein 3-Plex der Größe 11 mit 8 Knoten.

### n-Clan
Ein {\displaystyle n}-Clan ist eine {\displaystyle n}-Clique, die zusätzlich noch einen maximalen Durchmesser von {\displaystyle n} aufweist. Das heißt, dass jeder beliebige Knoten im Clan von jedem anderen maximal {\displaystyle n} Kanten entfernt ist.

### Komponente
Wenn Graphen nicht vollständig miteinander verbunden sind, lassen sie sich in Komponenten trennen. Zu einer Komponente gehören alle Knoten, die über eine beliebige Anzahl an Kanten verbunden sind. Es ist damit das am wenigsten strenge Konzept im Vergleich zu Clique, Plex und Clan.

Ein Netzwerkgraph mit zwei Komponenten

### Affiliations-Netzwerke
In bimodalen Netzwerken (auch häufig englisch Two-Mode Netzwerk) stehen die Knoten nicht nur für Akteure, sondern auch für Kategorien. Dadurch können die Teilmengen des Netzwerks über eine gemeinsame Zugehörigkeit zu einer Kategorie gebildet werden. Dieser gemeinsame Knoten steht dann zum Beispiel für die Mitgliedschaft in einer Organisation.

## Durchführung einer Cliquenanalyse
Die Analyse folgt dem Schema der quantitativen Sozialforschung, die aus drei Schritten besteht: Datenerhebung, Datenverarbeitung und abschließende Auswertung. In der Praxis werden Computer eingesetzt, um die Datensätze zu analysieren und die Cliquen auszuweisen, da eine manuelle Auswertung sehr zeitaufwändig ist.
Bereits vor der Erhebung sollte klar sein, auf welche Art und Weise die Daten ausgewertet werden sollen, um alle notwendigen Informationen zu erheben. Liegt beispielsweise ein gerichteter Graph vor, muss entweder solche Software verwendet werden, die das verarbeiten kann, oder theoretisch eine Reduktion auf einen ungerichteten Graphen fundiert werden. Ebenfalls muss im Untersuchungsdesign festgelegt werden, wie mit Überschneidungen von Cliquen umgegangen werden soll.

Gerichtetes Netzwerk:
Ein gerichteter Netzwerkgraph mit 6 Knoten, wie er durch einen Namensgenerator (3 Personen) entstehen kann. Rot umrandet sind die Knoten A,B,C,D, welche eine Clique bilden.

### Erhebung der Daten
Die Rohdaten für eine Netzwerkanalyse können auf verschiedene Arten erhoben werden.
- Umfragen, beispielsweise mit Hilfe eines Namens-Generators, sind eine verbreitete Form in der Forschungspraxis.[15] Das bedeutet, dass eine befragte Person aufgefordert wird, Namen von Personen aus ihrem Umfeld anzugeben. Diese Personen werden dann ebenfalls befragt und nennen weitere Namen. So entsteht ein gerichteter Graph. Da in Umfragen in der Regel nur ein Teil der Beziehungen abgefragt wird, typischerweise drei Personen, ist dadurch die Cliquengröße beschränkt, was den Einsatz von n-Cliquen höheren Grades empfehlenswert macht.[5]
- Beobachtung[16]
- Archive bieten als passive Datenerhebung die Möglichkeit, historische Netzwerke zu untersuchen.[17]
- Metadaten und das Internet sind seit der Verbreitung von sozialen Medien eine günstige und ergiebige Quelle für Netzwerkdaten.[18]

### Aufbereitung der Daten
Die Daten müssen in ein Format gebracht werden, in dem das eingesetzte Computerprogramm sie verarbeiten kann (Maschinenlesbarkeit).
Gängig sind dafür Darstellungen als Matrix (auch Soziomatrix genannt).
|   | A | B | C | D | E | F |
| - | - | - | - | - | - | - |
| A | X | 1 | 1 | 1 | 0 | 0 |
| B | 1 | X | 1 | 1 | 0 | 0 |
| C | 1 | 1 | X | 1 | 0 | 0 |
| D | 1 | 1 | 1 | X | 0 | 0 |
| E | 0 | 1 | 1 | 0 | X | 1 |
| F | 0 | 1 | 1 | 0 | 1 | X |

Die Tabelle ist dabei so aufgebaut, dass die Knoten sowohl in Vorzeile als auch Kopfspalte eingetragen sind. Die Tabelle Matrixform eines Netzwerks zeigt die Matrixform eines gerichteten Graphen. „0“ steht für keine Verbindung. Eine Verbindung von A nach B wird im Element in Zeile A und Spalte B mit einer „1“ markiert. Handelt es sich um eine wechselseitige Verbindung, so ist in Zeile B, Spalte A ebenfalls eine „1“. Die Tabelle enthält die Clique A,B,C,D. Der zugehörige Graph ist weiter oben in der Abbildung gerichtetes Netzwerk dargestellt.
Für die Cliquenanalyse sind ausschließlich wechselseitige Beziehungen (ungerichtete Kanten) relevant. Die Daten müssen dementsprechend aufbereitet werden. Üblicherweise werden dazu alle einseitigen Beziehungen entfernt.

### Auswertung der Daten
Liegt das Netzwerk in einer maschinenlesbaren Form vor, müssen die Daten dem theoretischen Konzept entsprechend ausgewertet werden. Die Methode der Cliquenanalyse ist mit verschiedenen Forschungsdesigns kompatibel. Die konkrete Auswertung hängt von der Fragestellung und den zu Grunde gelegten theoretischen Konzepten ab. Daten sind nicht mit Wissen gleichzusetzen.

#### Einschlägige Theorien
Neben der Akteur-Netzwerk-Theorie sind noch einige andere Theorien und Überlegungen für die Auswertung einer Cliquenanalyse relevant:
- Soziales Kapital steht vor allem solchen Akteuren zur Verfügung, die gut vernetzt sind, also zum Beispiel Teil einer Clique sind.[22]
- Die Austauschtheorie findet in der durch Blau erweiterten Fassung auch auf Netzwerke Anwendung, wobei sich ein Zusammenhang zwischen Zentralität und Macht zeigen ließ.[22]
- Die Diffusionstheorie beschäftigt sich damit, wie Informationen und Wissen sich verbreiten. Die Gruppenzugehörigkeit erleichtert den Informationszugang.[22]
- Sozialer Einfluss, umgangssprachlich auch „Gruppendruck“, ist in engvernetzten Gruppen besonders wirkmächtig.[22]
- Transitivität (Übertragbarkeit), entsprechend der sprichwörtlichen Formulierung „Freunde meiner Freunde sind auch meine Freunde“.[23]
- Balance – Akteure, die die gleichen Kontakte haben, werden sich mit großer Wahrscheinlichkeit auch gegenseitig wählen.[23]

#### Überschneidungen
Eine Herausforderung bei der Auswertung von Cliquen stellt die Überschneidung dar. Sich überlappende Cliquen können zu einem sozialen Kreis zusammengefasst werden, wie von den Netzwerkforschern Kodushin und Alba 1966 vorgeschlagen. Eine allgemeine Vorgehensweise gibt es nicht. Es ist eine methodologische Entscheidung, ob beispielsweise erweiterte Cliquenkonzepte zum Einsatz kommen, bei denen Überlappungen vernachlässigt werden, oder eine andere Interpretation der Daten vorgenommen wird.

#### Weitere Analyseschritte
Die meisten Untersuchungen greifen auf verschiedene strukturelle Eigenschaften von Graphen und Knoten zurück. Neben verschiedenen Maßzahlen für die Zentralität von Knoten werden ebenfalls die Dichte des Netzwerks und die Anzahl der Verbindung von Knoten, engl. Degree, untersucht. Weitere Methoden zur Untersuchung von Substrukturen von sozialen Netzwerken sind der Triadenzensus und die Blockmodellanalyse.

## Geschichte
Der Begriff Clique wurde bereits Anfang der 1940er Jahre in wissenschaftlichen Artikeln genutzt, um informelle Gruppierung von Menschen zu bezeichnen. Die graphentheoretische Fassung von Cliquen folgte wenige Jahre später unter dem Forschungsstrang der Soziometrie, einem Vorläufer der sozialen Netzwerkforschung. In den 1960er Jahren wurden die ersten Algorithmen vorgestellt, mit denen automatisiert größte Cliquen in Netzwerken ermittelt werden können (siehe auch Cliquenproblem).
In wissenschaftliche Auswertungsprogramme wurden diese Algorithmen aber erst in den 1980ern umgesetzt.
Bis in die Mitte der 1980er konnten auf Heimcomputern maximal Netzwerke in der Größenordnung von 50 Knoten untersucht werden. In den 1990er Jahren gab es dann aber bereits eine Vielzahl an Programmen, mit denen Netzwerke analysiert werden können und von denen einige auch in der Lage waren, größere Netzwerke zu untersuchen. Im ersten Jahrzehnt nach der Jahrtausendwende kamen dann effizientere Algorithmen hinzu. Neben der stark gestiegenen Leistungsfähigkeit der Rechner trug diese Entwicklung dazu bei, den Raum der bearbeitbaren Fragestellungen und Anwendungsgebiete der Cliquenanalyse zu erweitern.
Seit 2008 gibt es Ansätze, mit Hilfe von Fuzzylogik auch unklar abgegrenzte Cliquen zu erfassen.

## Relevanz der Cliquenanalyse
Das Interesse an der Cliquenanalyse speist sich aus der Annahme, dass in „kohäsiven Teilgruppen“ oder Cliquen (im Sinne der Alltagssprache) gegenseitige Angleichung und Konsensbildung beobachtet werden können. Es wird weiter unterstellt, dass dort nicht nur Gruppenbildung, sondern auch eine Tendenz zur Homogenität vorherrscht.
Andere Methoden der sozialwissenschaftlichen Datenanalyse können Beziehungsstrukturen nicht erfassen. Die Netzwerkanalyse stellt ein Instrumentarium zur Verfügung, um Strukturtheorien zu entwickeln. Dabei können sowohl Kleingruppen als auch Unternehmensstrukturen untersucht werden. Die Netzwerkanalyse kann die Struktur aller Gruppenbildung untersuchen. Das Konzept der Clique ist ein sehr eingängiges Konzept für Teilgruppen innerhalb von Netzwerken. Es eignet sich daher besonders zur explorativen Datenanalyse der Binnenstruktur sozialer Netzwerke.

## Kritik
Der Hauptkritikpunkt an der Cliquenanalyse ist die geringe Robustheit von 1-Cliquen. Eine einzige fehlende Verbindung kann große Teile des Netzwerkes aus einer 1-Clique ausschließen. In der Praxis muss davon ausgegangen werden, dass die Netzwerke unvollständig sind. Dadurch sind 1-Cliquen in großen Netzwerken in der Regel klein im Verhältnis zum Gesamtnetzwerk.
Bei n-Cliquen höheren Grades, die als Reaktion auf diese Probleme als Alternative verwendet werden, entfernt man sich jedoch zunehmend von einem Verständnis der „Clique“ als „Gruppe, die eng verbunden ist“: 2-Cliquen inkludieren Freunde von Freunden, 3-Cliquen bereits Personen, die man „über 3 Ecken“ kennt (siehe Kleine-Welt-Phänomen).
In der Cliquenanalyse wird häufig angenommen, dass in Cliquen Homophilie zu beobachten ist. Allerdings sind Cliquen in der Netzwerkanalyse zunächst ausschließlich über ein relationales Merkmal definiert. Eine qualitative Differenzierung der sozialen Beziehungen findet nicht statt. Alle Kinder einer Schulklasse kennen sich, gehören also zur selben Clique. Die Beziehung zwischen besten Freunden und das Verhältnis beliebiger Kinder in der Schulklasse werden gleich behandelt. Das Konstrukt der Clique kann also nicht ohne weiteres, wie in der Alltagssprache, mit dem Konzept der Peergroup synonym verwendet werden.
Die Datengrundlage, die zur Cliquenanalyse benötigt wird, ist wesentlich aufwändiger zu erheben, als es für andere Methoden der empirischen Sozialforschung wie beispielsweise die klassische Umfrageforschung notwendig ist. Das gilt im gleichen Maß auch für andere Methoden der Netzwerkanalyse.
Wenn einer Cliquenanalyse ausschließlich eine graphentheoretische (soziometrische) Definition von Clique zu Grunde liegt, wird das Netz nur auf Strukturen untersucht, die intern definiert sind. Dabei werden externe Beziehungen nicht berücksichtigt. Die soziale Beziehung wird auf vorhanden oder nicht vorhanden, auf „ja“ oder „nein“ reduziert. Zudem treten häufig starke Überlappungen der Cliquen in großen Netzwerken auf, deren Interpretation ungeklärt ist.
Daneben ist auch die generelle Kritik an der empirischen Sozialforschung auf die Netzwerkanalyse im Allgemeinen und damit auf die Cliquenanalyse im Speziellen anwendbar.

## Software zur Durchführung von Cliquenanalysen
- UCInet – eines der ältesten Programme zur Netzwerkanalyse, welches in der Forschung weit verbreitet ist[40]
- COMPLT von Richard Alba – Software mit innovativer Methode zur Behandlung von Überschneidung von Cliquen[41]
- igraph – freies Softwarepaket zur Analyse und Darstellung sozialer Netzwerke, kompatibel unter anderem mit der statistischen Programmiersprache R[42]
- Gephi – freie Software zur Visualisierung von Netzwerken, die auch Cliquen hervorheben kann.
- Pajek – kostenlose Software zur Analyse und Visualisierung von Netzwerken[43]